# Зброди (заповідне урочище)
Зброди — заповідне урочище місцевого значення. Об'єкт розташований на території Городенківського району Івано-Франківської області, село Дубки.
Площа — 3,1000 га, статус отриманий у 1983 році.